# الصفقين (المحويت)

تعديل مصدري - تعديل

الصفقين هي مدينة ومركز مديرية حفاش بمحافظة المحويت اليمنية، بلغ تعداد سكانها 1963 نسمة حسب الإحصاء الذي أجري عام 2004.